# Gaston Alibert
Gaston Alibert (n. 22 februarie 1878, Paris, Île-de-France, Franța – d. 26 decembrie 1917, Paris, Île-de-France, Franța) a fost un scrimer ce a reprezentat Franța, medaliat olimpic. A participat la două ediții ale Jocurilor Olimpice (1900, 1908) în care a câștigat două medalii de aur.